# Axel Roos (skådespelare)
Johan Axel Ferdinand Roos, född 28 mars 1842 i Gävle, död 20 februari 1916 i Stockholm, var en svensk skådespelare och regissör.
Axel Roos var son till Johan Petter Roos och bror till Jenny Roos. Han debuterade 1861 i faderns teatersällskap i Malmö, där han under de närmast följande åren anförtroddes en del komiska roller. 1870–1872 var han knuten till Stora Teatern, Göteborg. 1873 och 1883–1884 var han engagerad vid Södra Teatern i Stockholm, och 1873–1875 och 1881–1883 tillhörde han Mindre teatern. Han var anställd vid de kungliga teatrarna 1875–1881 och 1884–1907, först som skådespelare och från 1887 som andre regissör. 1907 lämnade han teatern. Som skådespelare utförde han främst komiska roller, varibland märks Domaren Guzman i Figaros Bröllop, den narraktige Toupin i Victorien Sardous Dora och Klockaren Jonas i Sardous Allt för fosterlandet, alla roller på kungliga teatrarna. Han gjorde sig även känd för sin roll som Löjtnant Reif von Reiflingen i Gustav von Mosers Krig och fred på Södra teatern 1883–1884. Familjen Roos är begravda på Norra begravningsplatsen utanför Stockholm.